# 下市町

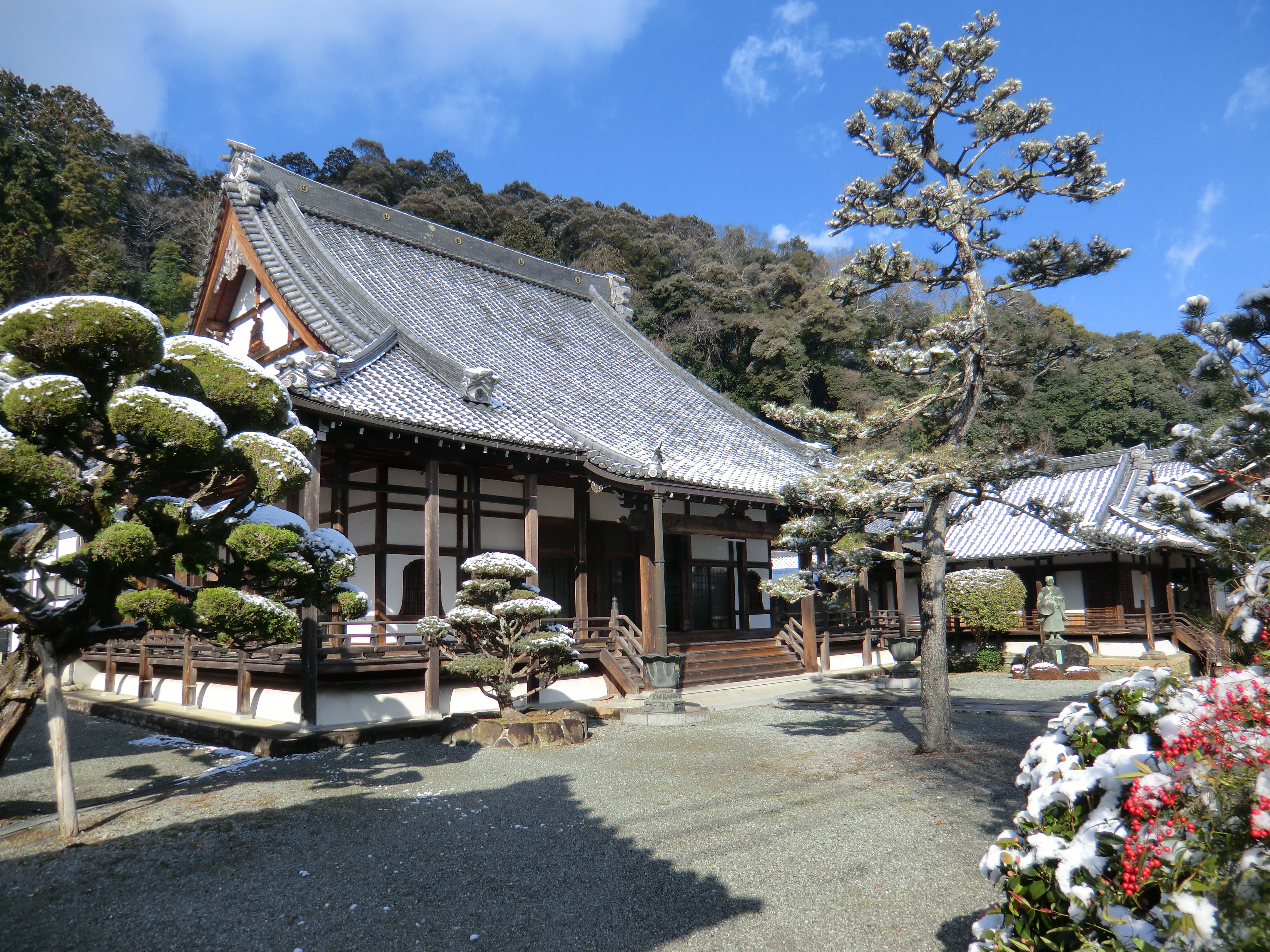
願行寺

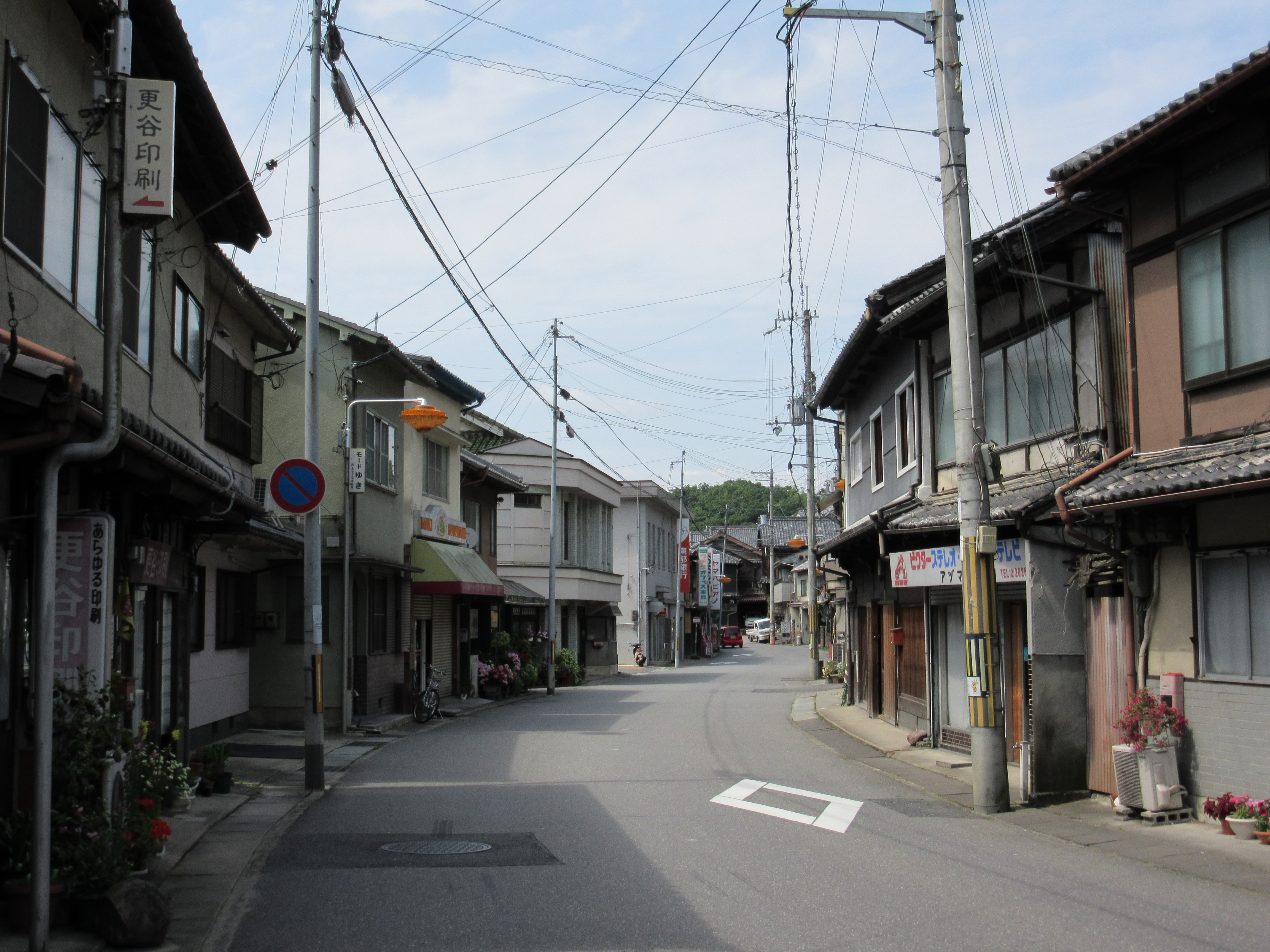
下市町中心部。下市町は谷に沿って細長く市街地が伸びる

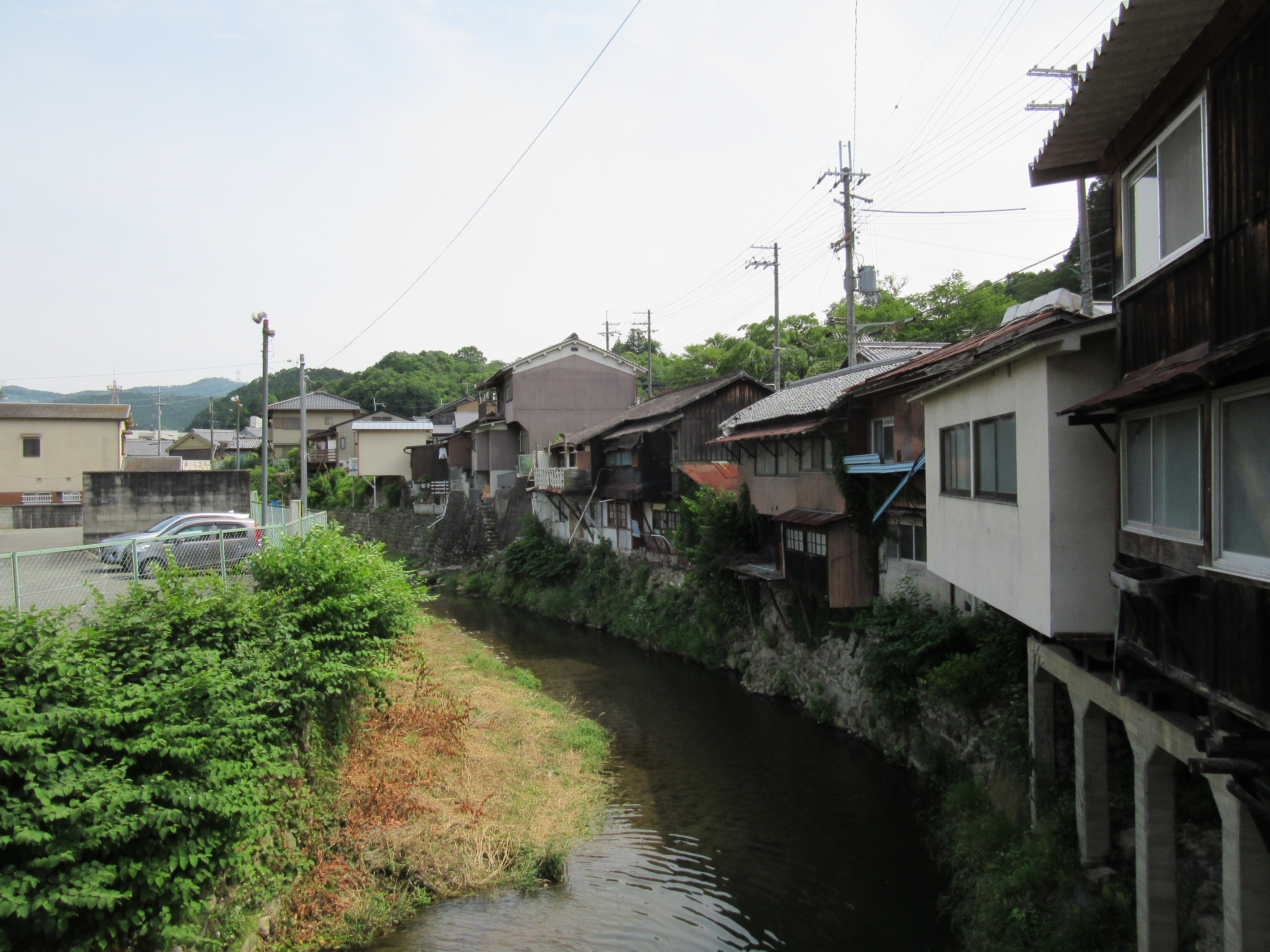
下市の街は川に沿い細長く伸びる

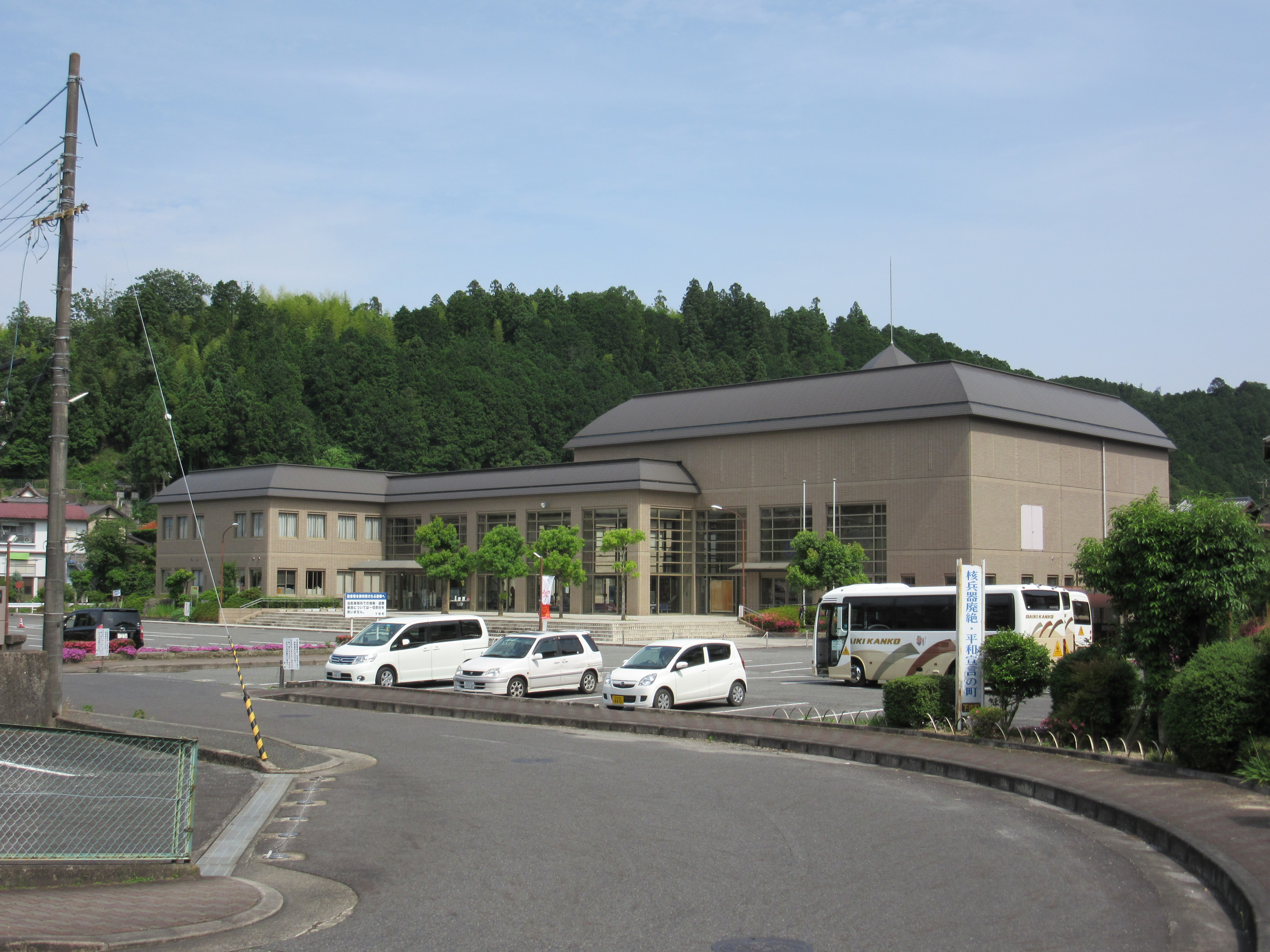
下市町観光文化センター・図書館

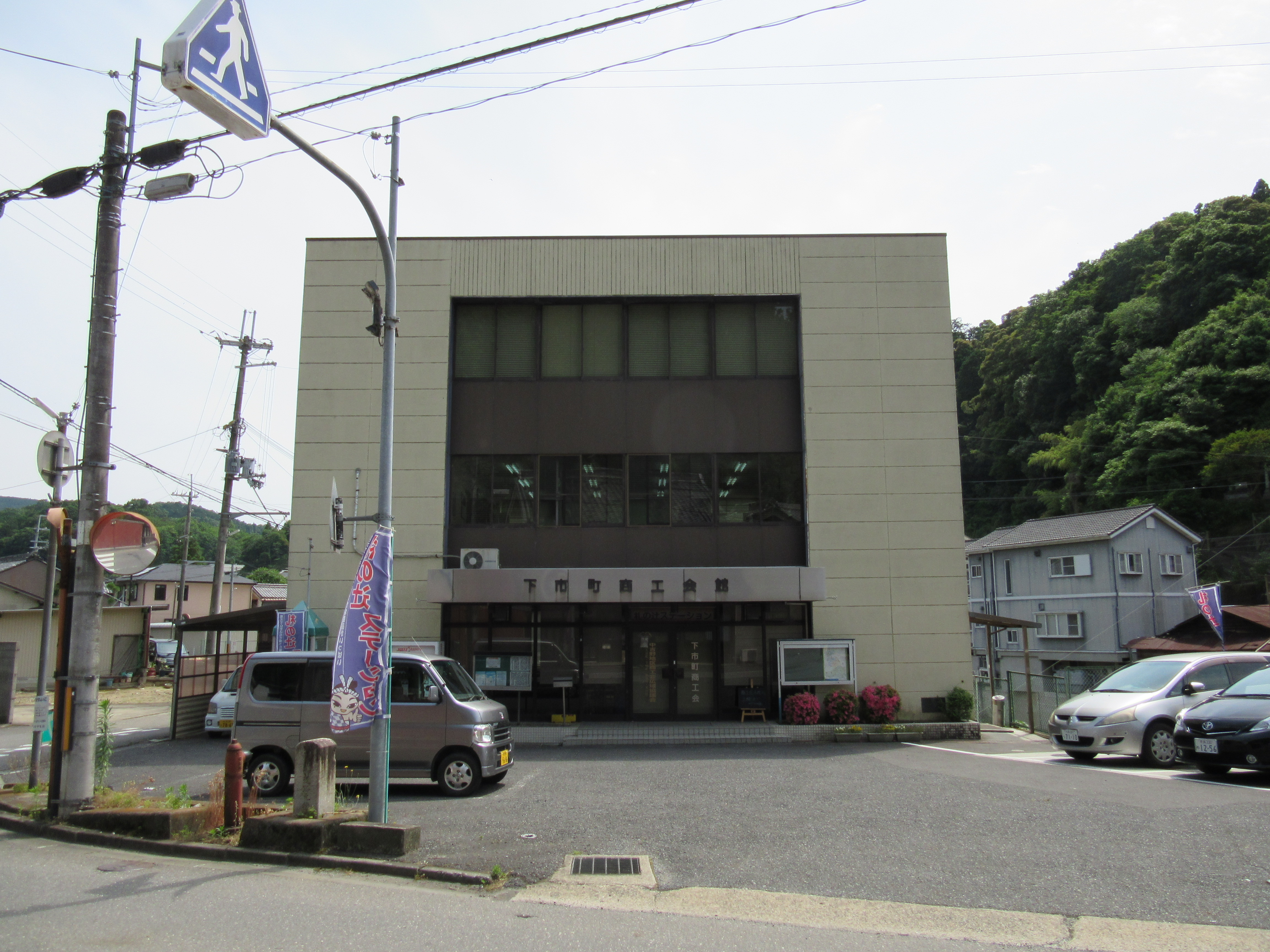
下市町商工会館

下市町（しもいちちょう）は、奈良県のほぼ中央に位置する町。
奈良県の組織では南部農林振興事務所などの管内とされており南部に区分されている。気象庁の天気予報等の発表区域の一次細分区域では「五條・北部吉野」となっており北部の一部である（なお二次細分区域では単独で「下市町」である）。

## 地理
吉野川（和歌山県では紀ノ川）の南側にある。
- 山岳：櫃ヶ岳、栃原岳
- 河川：吉野川、秋野川

## 歴史
平安時代のころから吉野の入り口として栄え、市が立つようになった。日本で最初に商業手形である下市札が発行されるなど、吉野地方の主要商業地として栄えた。
歌舞伎「義経千本桜 三段目 すし屋の段」の舞台として知られており、「秋野川沿いの下市の町なみ」として奈良県景観資産に登録されている。
2003年（平成15年）3月 - 吉野郡七町村合併協議会（法定・7月には八町村）を設置して合併が議論され新市の名称も「吉野市」と決定したが、大淀町と下北山村が離脱したため2004年3月には協議会を解散した。

### 沿革
- 1889年（明治22年）4月1日 - 町村制の施行により、下市村・阿知賀村・小路村・新住村・栃原村・平原村・梨子堂村・原谷村・石堂谷村・栃本村・善城村の区域をもって下市村が発足。
- 1890年（明治23年）2月24日 - 下市村が町制施行して下市町となる。
- 1956年（昭和31年）1月1日 - 秋野村を編入。
- 1956年（昭和31年）9月30日 - 丹生村を編入。
- 1958年（昭和33年）3月12日 - 町章を制定[4]。
- 1982年（昭和57年）5月3日 - 西吉野村との境界を変更。

### 町域の変遷
| 明治22年 | 明治23年 | 明治45年 | 昭和31年 | 現在   |
| -------- | -------- | -------- | -------- | ------ |
| 奈良県   |          |          |          |        |
| 吉野郡   |          |          |          |        |
| 下市村   | 下市町   | 下市町   | 下市町   | 下市町 |
| 秋野村   |          |          | 下市町   | 下市町 |
| 南芳野村 | 南芳野村 | 丹生村   | 下市町   | 下市町 |

## 行政
- 町長：杦本 龍昭[5]（2012年11月27日から）
- 町議会：議員定数8名[6]

なお、衆議院議員選挙の選挙区は「奈良県第3区」、奈良県議会議員選挙の選挙区は「吉野郡選挙区」（定数：2）となっている。

## 経済

### 産業
- 木工業 - 割り箸
- 林業

農業
- こんにゃく（吉野地方はこんにゃくの発祥地である。奈良テレビ「気ままに歩こーく!」で紹介）
- 梅・柿などの 果樹園 - 田畑は傾斜地にある棚田(段段畑)ばかりなのと獣害が深刻で生産規模が小さいため自家消費がメインである。『大日本篤農家名鑑』によると、下市町の篤農家は、「島田龍、植田重太郎、中村徳三郎、水本亀吉、藤村三次郎、森井鶴松、植田重三郎、富永徳治郎、桐山常次郎、高田長蔵、藤原喜平、熊谷治三郎、田中市次郎、福森安平、杉本儀三郎、畠山壽太郎、菊井新吾、山中惣三郎、新子竹三郎、新住五郎吉」などがいた[8]。

### 農業協同組合
- 奈良県農業協同組合（JAならけん）
  - 下市支店（下市）

### 日本郵政グループ
（※2014年6月現在）
- 日本郵便株式会社

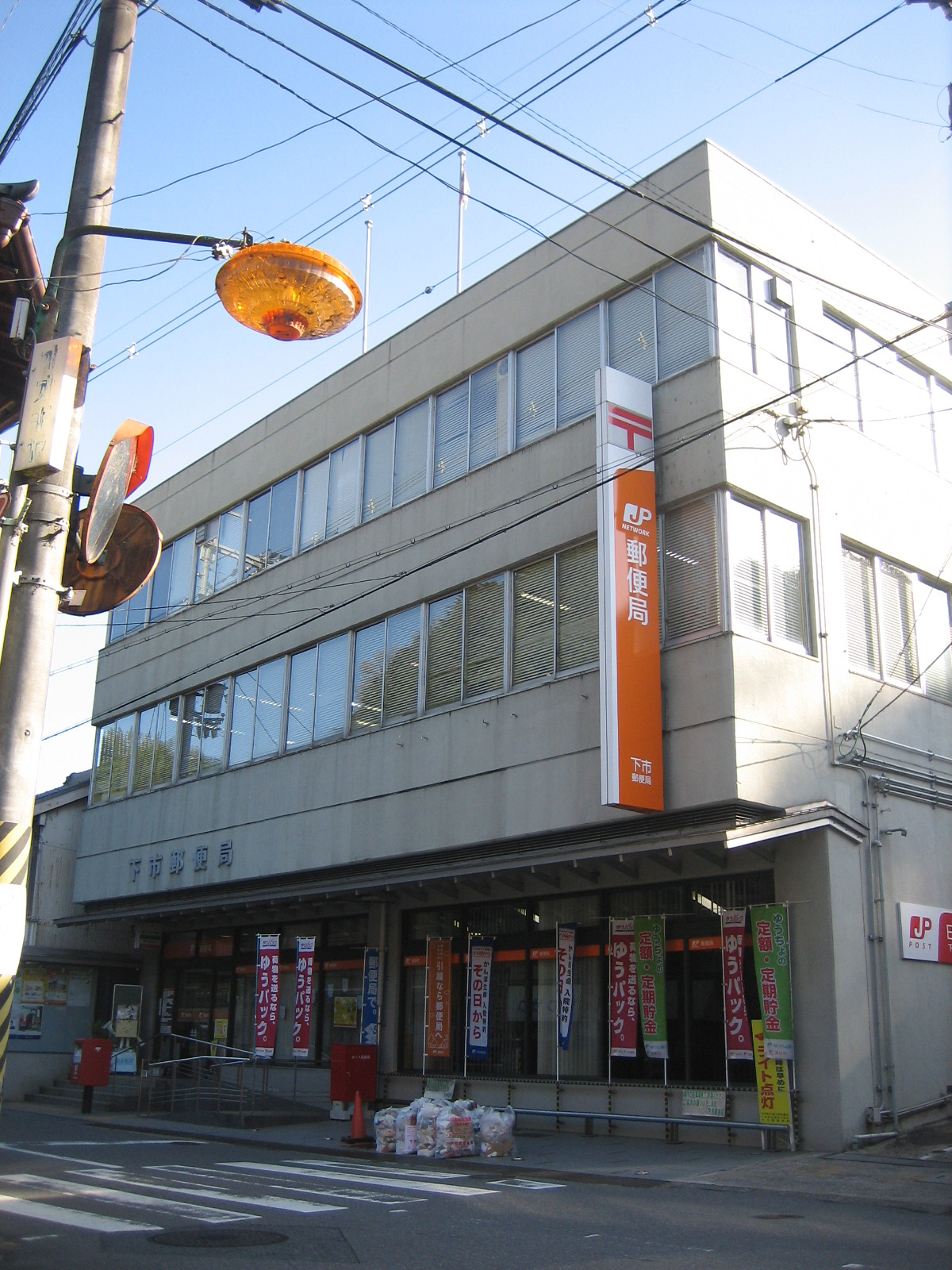
下市郵便局

  - 下市郵便局（下市） - 集配局。ゆうちょ銀行ATMのホリデーサービス実施局。
  - 秋野郵便局（伃邑[9]）
  - 丹生（にう）郵便局（長谷）
  - 新住（あたらすみ）簡易郵便局（新住）
  - 阿知賀（あちが）簡易郵便局（阿知賀）
  - 栄町（さかえちょう）簡易郵便局（下市）

※下市町内の郵便番号は「638-00xx」（下市郵便局の集配担当）となっている。

## 地域

### 人口
| |                                        |  |
| 下市町と全国の年齢別人口分布（2005年） | 下市町の年齢・男女別人口分布（2005年） |  |
| ■紫色 ― 下市町 ■緑色 ― 日本全国 | ■青色 ― 男性 ■赤色 ― 女性              |  |
| 下市町（に相当する地域）の人口の推移 \| 1970年（昭和45年） \| 12,725人 \| \| \| 1975年（昭和50年） \| 12,079人 \| \| \| 1980年（昭和55年） \| 11,460人 \| \| \| 1985年（昭和60年） \| 10,801人 \| \| \| 1990年（平成2年） \| 9,950人 \| \| \| 1995年（平成7年） \| 9,532人 \| \| \| 2000年（平成12年） \| 8,670人 \| \| \| 2005年（平成17年） \| 7,737人 \| \| \| 2010年（平成22年） \| 7,020人 \| \| \| 2015年（平成27年） \| 5,664人 \| \| \| 2020年（令和2年） \| 5,037人 \| \| |                                        |  |
| 総務省統計局 国勢調査より |                                        |  |
| 1970年（昭和45年） | 12,725人                               |  |
| 1975年（昭和50年） | 12,079人                               |  |
| 1980年（昭和55年） | 11,460人                               |  |
| 1985年（昭和60年） | 10,801人                               |  |
| 1990年（平成2年） | 9,950人                                |  |
| 1995年（平成7年） | 9,532人                                |  |
| 2000年（平成12年） | 8,670人                                |  |
| 2005年（平成17年） | 7,737人                                |  |
| 2010年（平成22年） | 7,020人                                |  |
| 2015年（平成27年） | 5,664人                                |  |
| 2020年（令和2年） | 5,037人                                |  |

### 放送局
- ケーブルテレビ局 - 下市町情報センター
- テレビ和歌山・橋本東中継局、NHK和歌山放送局・紀ノ川橋本中継局（中継局そのものの施設が同町にあるため、この周辺地域では奈良テレビ放送やNHK奈良放送局共々利用されている）

### 教育

#### 中学校
- 下市町立下市中学校

#### 小学校
- 下市町立下市小学校

#### 幼稚園
- 下市町立下市幼稚園

## 交通

### 鉄道
町内に鉄道は通っていない。最寄りの駅は吉野川対岸の大淀町にある近鉄吉野線下市口駅。

### 路線バス
- 奈良交通
  - 大淀町 - 下市町 - 黒滝村 - 天川村

### 道路

#### 国道
- 国道309号

#### 県道

##### 主要地方道
- 奈良県道20号下市宗桧線
- 奈良県道39号五條吉野線
- 奈良県道48号洞川下市線

##### 一般地方道
- 奈良県道137号平原五條線
- 奈良県道138号赤滝五條線
- 奈良県道257号才谷吉野山線

## 名所・旧跡・観光スポット・祭事・催事

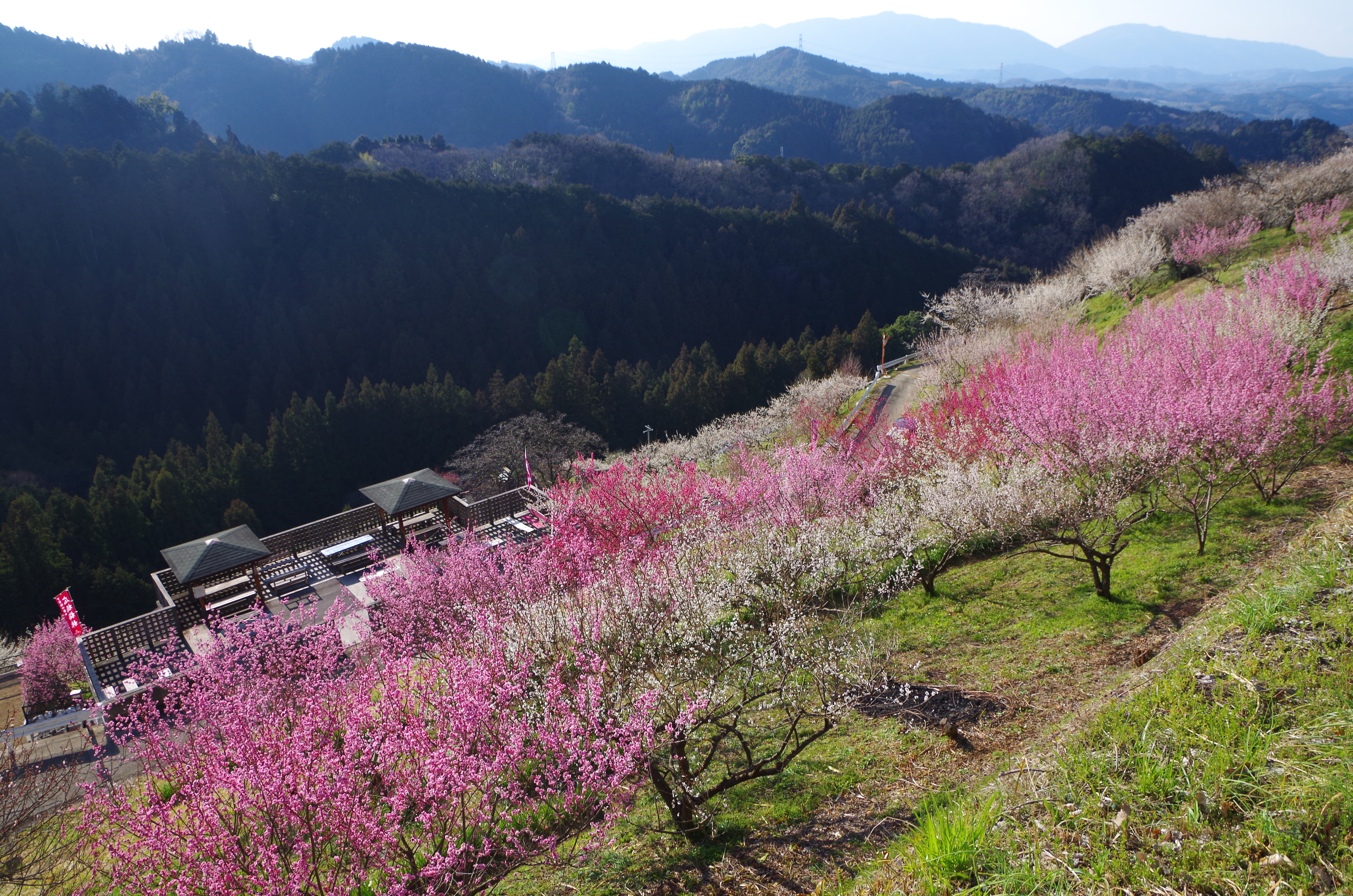
広橋梅林 (2014年3月)

- 丹生川上神社下社
- 波比売神社
- 龍洞院
- 願行寺 - 庭園
- 岡峯古墳
- 広橋梅林[10]

### 観光スポット
- 森林公園やすらぎ村
- 下市温泉
- 拓本の里「拓美の園」
- かぶと虫の森（7月、8月）

### 祭事・催事
- 2月12日 下市蛭子神社初市

## 出身者

### 経済人
- 梅本彪夫（TBS常務取締役）
- 梅本正倫（撫順セメント取締役、南満州鉄道参事） - お笑いタレント渡部建の母方祖父。

### 文化人
- 桐山清澄（将棋棋士、元棋聖・棋王）
- 前登志夫（歌人）
- 米田三星（小説家）

### 芸能人
- 中田軍治（漫才師・Wヤングの初代メンバー）
- 二代目吉田奈良丸（浪曲師）

### スポーツ選手
- 梅本由紀（女子プロ野球選手）
- 高代延博（元プロ野球選手）
- 谷車明（元プロ野球選手）